# Pilsen 1

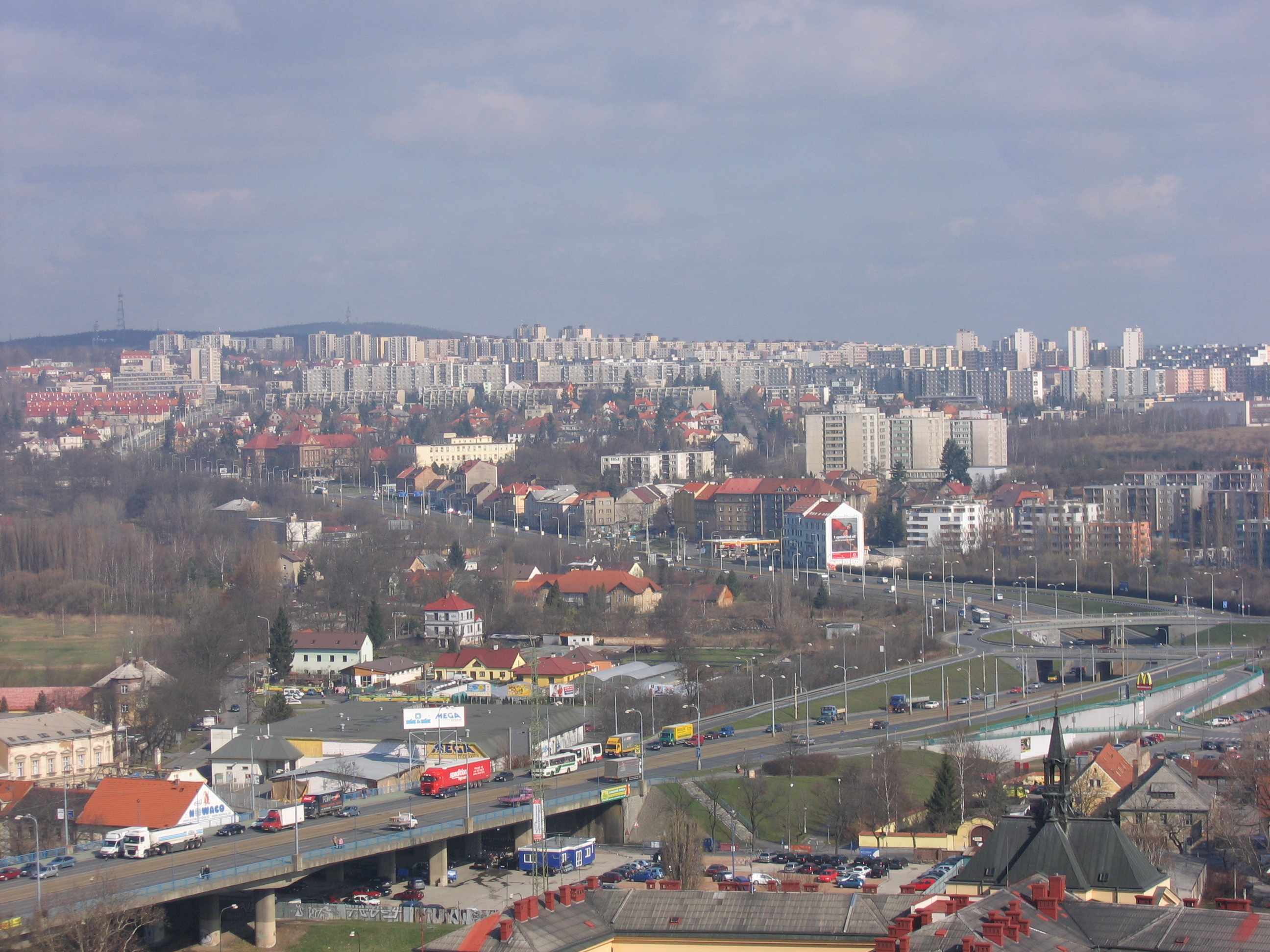
Pilsen 1 gezien vanaf de St. Bartholomeüskathedraal.

Pilsen 1 (Tsjechisch: Plzeň 1), ook bekend onder de naam Lochotín, is het meest noordelijke van de tien stadsdistricten van de Tsjechische stad Pilsen. Het stadsdistrict is op te delen in een tweetal stadsdelen, namelijk Bolevec en Severní Předměstí (Tsjechisch voor "Noordelijke Buitenwijk").

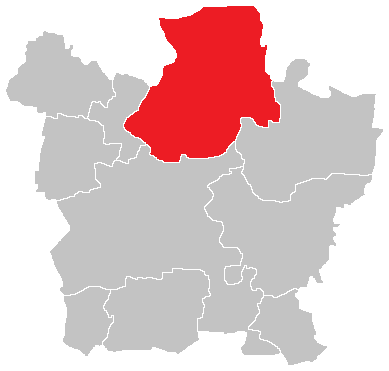
De locatie van Pilsen 1

Met een oppervlakte van 24,73 vierkante kilometer is Lochotín het op een na grootste stadsdistrict van Pilsen. De burgemeester (starosta) van het 51.377 inwoners tellende district is Jiří Winkelhöfer.
De belangrijkste attractie in Pilsen 1 is de dierentuin van Pilsen, de Zoologická a botanická zahrada města Plzně (Zoölogische en botanische tuin van de stad Pilsen), vaak kortweg ZOO Plzeň genoemd. Ook bijzonder aan dit deel van de stad zijn de vele vijvers aan de noord- en oostzijde van het district. Deze Bolevecké rybníky (Vijvers van Bolevec) zijn tien plassen waarvan de kleinste een oppervlakte heeft van 0,3 hectare, en de grootste is 53,3 hectare groot.
Aan de zuidoostzijde van het district is een ziekenhuis (Fakultní nemocnice Lochotín) gevestigd. Dit ziekenhuis is onderdeel van de in Pilsen gevestigde faculteit geneeskunde van de Karelsuniversiteit uit Praag.
Pilsen 1 · Pilsen 2 · Pilsen 3 · Pilsen 4 · Pilsen 5 · Pilsen 6 · Pilsen 7 · Pilsen 8 · Pilsen 9 · Pilsen 10